# 빈오아시스 푸꾸옥
빈오아시스 푸꾸옥(베트남어: VINOASIS PHÚ QUỐC, 영어: VINOASIS PHU QUOC)은 베트남 푸꾸옥에 위치한 빈오아이스이다.

## 기타편의시설
총 3개의 연회장이 있는데 기업을 위한 연회장과, 이사회를 위한 연회장 결혼식(혼례)를 위한 연회장도 준비되어 있다.
또한 빈오아시스 푸꾸옥에는 해안 워터 파크, 야외 수영장, 쇼핑 거리, 키즈 클럽, 수영장(풀) 영화관, 아코야 스파, 빈펄랜드 푸꾸옥, 빈펄 사파리 푸꾸옥 등 많은 편의시설이 있다.

## 같이 보기
- 빈펄 디스커버리1 나트랑
- 빈펄 콘도텔 엠파이어 냐짱
- 빈펄 콘도텔 리버프런트 다낭
- 빈펄 콘도텔 푸 리